# Rhinidae
A Rhinidae a porcos halak (Chondrichthyes) osztályába és a Rhinopristiformes rendjébe tartozó család.

## Rendszertani eltérések
A Rhinidae-fajok korábban a hegedűrája-félék (Rhinobatidae) közé voltak besorolva. Ebbe a porcoshal-családba 10 faj tartozik.

## Rendszerezés
A legújabb rendszerezés szerint a családba az alábbi 3 élő nem tartozik:
- Rhina Bloch & Schneider, 1801 - 1 faj; típusnem
  - cápafarkú gitárrája (Rhina ancylostoma) Bloch & Schneider, 1801
- Rhynchobatus J. P. Müller & Henle, 1837 - 8 faj
- Rhynchorhina Séret & Naylor, 2016 - 1 faj
  - Rhynchorhina mauritaniensis Séret & Naylor, 2016

### Fordítás
- Ez a szócikk részben vagy egészben  a   Wedgefish című angol Wikipédia-szócikk ezen változatának fordításán alapul.  Az eredeti cikk szerkesztőit annak laptörténete sorolja fel. Ez a jelzés csupán a megfogalmazás eredetét és a szerzői jogokat jelzi, nem szolgál a cikkben szereplő információk forrásmegjelöléseként.